# Митрополит београдско-карловачки Мојсије
Мојсије (Петровић; Београд, 1677 — Београд, 27. јул 1730) био је митрополит београдски и карловачки и, стога, један од важних архијереја Српске православне цркве.

## Биографија
Мојсије (Петровић) је по рођењу био Београђанин. Рођен је 1677. године од оца Петра и мајке Јелисаве, која је касније примила монашки чин. Будући да је у то време у Београду било доста Грка, вероватно је Мојсије похађао грчке школе. Стога је касније, као добар познавалац грчког језика, слан у изасланства у Цариград.

### Монашки живот
Више науке је учио на двору патријарха Арсенија (Црнојевића) у Сентандреји. Ту га је патријарх и рукоположио (пре примања монашког чина) у чин ђакона и потом је упућен у Пећ, вероватно у неко изасланство, новом патријарху Калинику, где је примио монашки чин. Двадесетогодишњи монах Мојсије (Петровић) заједно са Висарионом касније митрополитом дабробосанским 1697. године одлази у Манастир Света Тројица у Пљевља. 
По повратку га је у чин јеромонаха рукоположио митрополит Стефан (Метохијац), администратор Крушедолске митрополије. Приликом поновног боравка у Пећи произведен је у чин протосинђела.

### Митрополит дабробосански
За митрополита дабробосанског Мојсија је посветио патријарх пећки Калиник 30. октобра 1709. Нови митрополит је стигао у Сарајево око 19. новембра, „али је одмах отишао натраг“. Митрополит Мојсије је долазио и 1710. и тада је донио писмо од патријарха Калиника.
За време своје краткотрајне управе дабробосанском митрополијом, Мојсије је често био изван ње на разним путовањима, црквеним пословима, што се види из његових сачуваних бележака.
После смрти патријарха Калиника 16. августа 1710, ишао је 8. септембра на заседање Архијерејског сабора у Пећ, а већ 28. септембра у Цариград, по одлуци истог сабора. И после избора новог српског патријарха Атанасија, 6. јануара 1711, био је у Сарајеву свега два-три дана, а потом у Темишвару, Београду и опет у Сарајеву. Када је патријарх Атанасије отпутовао 25. фебруара 1712. у Београд, у Пећи је оставио митрополита Мојсија да га замењује. У првој половини 1712. године трипут је службено боравио у Темишвару и, најзад, при повратку у Београд, био затворен 46 дана.

### Митрополит београдски
Када се упразнила Београдска митрополија патријарх је Мојсија преместио на престо митрополије, остављајући престо дабробосанске митрополије његовом дотадшњем заменику, Мелентију. Нови митрополит је одмах отишао из Сарајева, а стигао је у Београд 14 (25) новембра 1712.
Још пре закључења мира у Пожаревцу Мојсије је отпутовао у Беч и ту се задржао од фебруара до новембра 1718. године, тражећи да буде потврђен за архиепископа и митрополита београдског. У исто време тражио је зајемчење свију оних права и слобода, које његова једноверна браћа и саплеменици имају у Угарској".
Иако је Мојсије желео да буде потврђен за митрополита свих Срба у Аустрији, и с обзиром на болест митрополита карловачког Викентија, он је потврђен само за архиепископа и митрополита у краљевини Србији, с тим што су под његову управу потпале и Ваљевска, Темишварска и Себешка епархија (Вршачка). Као такав, потврђен је од патријарха пећког Мојсија за самосталног „архиепископа и митрополита краљевине Србије и Баната темишварског“.
Бојећи се сједињена Београдске и Карловачке митрополије, Дворски ратни савет наложио је београдском заповеднику генералу Одијеру, да мотри „да митрополит ни на који начин не присваја себи власт над целим српским народом, већ само над клиром свога обреда“.
Када се у септембру 1722. године одржавао Српски народни сабор, царским рескриптом од 23. јуна (4. јула) 1722. године било је забрањено да у његовом раду узму учешћа посланици из Србије и Баната. Београдски, пак, заповедник пуковник Корадо забранио је митрополиту Мојсију одлазак на Сабор. Међутим, Мојсије је не само отишао на сабор, већ је и живо учествовао у његовом раду. Сабор је једнодушно изабрао 8. септембра 1722. године митрополита Мојсија за помоћника оболелом митрополиту карловачком Викентију, а „после смрти једнога од њих двојице да се обе митрополије споје у једну“. Међутим, аустријске власти су ставиле до знања митрополиту Викентију да Мојсију не дозволи „никакво вршење архијерејских дужности у својој митрополији“. На крају је издат и краљевски указ Дворског ратног савета од 24. новембра (5. децембра) да се не може дозволити постављање помоћника, „а најмање у лицу београдског митрополита Мојсија Петровића“. Иако је раније било несугласица између двојице митрополита, Викентија и Мојсија, овога пута је Викентије био посебно везан да се одлука о сједињењу двеју митрополија спроведе у живот.

### Митрополит карловачки и београдски
Митрополит Викентије је умро 23. октобра 1725. године, а Изборни сабор састао се 1726. године, и против воље државних власти, изабрао Мојсија „за архијепископа српског народа живећег под влашћу царевом“. Тада је дворски комесар добио из Беча упутство да Мојсија устоличи само као архиепископа и митрополита карловачког. Устоличење је извршено 27. фебруара (10. марта) 1726. На молбу Сабора да се обе митрополије уједине, цар је Мојсију поверио да управља и Београдском митрополијом, а потом му је уступљена на администрацију Србија, Тамишки Банат и Мала Влашка. И поред свих забрана, народ је на ове две митрополије гледао као на јединствену Београдско-карловачку митрополију, а ову титулу ће понети и први српски патријарх васпостављене Српске патријаршије 1920. године.
С обзиром на забране из Беча и друге нерешене потешкоће из области црквено-народног живота, митрополит Мосије је пробавио у Бечу скоро две године и заузимао се да се они повољно реше. Видећи у каквом се стању Црква и народ налазе, Мојсије је, као сјајан устројитељ и смели реформатор, приступио раду на побољшању прилика у повереној му митрополији. Он је врло
добро знао да су Аустрији „требали што дивљији српски војници, као баук за заплашивање свих непријатеља Хабзбурговаца, и уопште што неукији Срби, који би се дали лако поунијатити". Зато су Срби морали тражити помоћ на другој страни. У туђе школе у Аустрији нису хтели слати своју децу због стварне опасности од Уније, него су покушавали основати своје, и то помоћу руских учитеља оданих православљу. Мудрој и истрајној енергији митрополита Мојсија Петровића пошло је готово немогуће за руком – он је основао руске школе међу аустријским Србима, створио је просветну државу у држави. Настојањем београдског митрополита Мојсија Петровића, за службене потребе Српске православне цркве преузет је рускословенски језик. Тим језиком се сменила дотадашња (преко пет векова стара) српска редакција (извод) старословенског језика (српскословенски), која се употребљавала упоредо са српским народним језиком.
Митрополит Мојсије почео је 1725. године да „зида Новоправитељствујушчи београдски двор архиепископско-митрополитске резиденције“, који је био намењен да служи за потребе цркве и народа, па је зато називан и „Обшчи дом“. Као љубитељ књиге, Мојсије оснива у Београду библиотеку. Касније је у Карловцима је митрополит Мојсије почео да зида цркву и митрополитски двор, у који је хтео сместити богословију и остале школе. Међутим, није успео за свога живота да заврши ни једно ни друго.
Митрополит Мојсије био је скоро све време свога митрополисања болешљив човек. Ипак, знајући за позив и дужност једног архијереја, значајан део времена провео је на путу, учећи и бранећи поверено му стадо, ради чега је за време турске владе и тамнице допао, а од Аустријанаца разна гоњења претрпео и имао. Умро је 27. јула 1730. у Београду и сахрањен је у београдској Саборној цркви. Године 1739, пренео га је у манастир Крушедол његов ерзарх Петар Ненадовић, потоњи митрополит Павле.

## Заслуге
Да би уредио верски и друштвени живот својих верника, митрополит Мојсије је издао чувену уредбу у 57 тачака. Тако је наредио да се будући брачници пре венчања исповеде и причесте, да се свештеници брину о сиротињи, која је из стида ноћу просила, да се завештања закључују у присуству више сведока, да се даће сасвим укину, а ако је то немогуће, да се сведу само на две врсте јела. Уместо даћа, саветовао је да се храна подели сиротињи и врше за упокојене литургије. Очевима и газдама наредио је да своју чељад редовно шаљу у цркву на службе, а за то време месарнице и бакалнице имају бити затворене и у то време се не смеју држати зборови у општинским и варошким кућама. У погледу крштавања новорођене деце наређује да „ниједно дете не сме дуже од осам дана остати некрштено“, а крштења се имају обављати у црквама, а не у приватним домовима.
Знајући да је папа Климент X захтевао да се сви шизматички манастири у Србији одузму од православних и уступе римокатолицима „чији су и били“, поднео је 10. октобра 1721. године земаљској администрацији у Београду молбу да може манастир Лештани изнова подићи, и да се истом манастиру уступе оне околне ливаде, што су некада биле својина истог
манастира“. Међутим, земаљска администрација не само што му није одобрила обнову поменутог манастира, већ је изразила своје негодовање „што калуђери обнављају манастир Винчу, коју би оправку требало одмах забранити“. И поред ове забране, манастир је обновљен.
За име овог великог јерарха је везано и увођење матичних књига код Срба. Боравећи у Будиму, митрополит је наредио 7. јануара 1727. „да протосинђел упути свештенике у Карловцима и по свим протопопијатима, а већ од 1. јануара и. г. бележе у
нарочите бележнице све случајеве смрти, рођења и венчања, док им се не пошаљу за то уређени протоколи са детаљним упутствима“.